# Liste der Kulturdenkmale in Rottweil
In der Liste der Kulturdenkmale in Rottweil sind alle Bau- und Kunstdenkmale der Stadt Rottweil und ihrer Teilorte verzeichnet, die im „Verzeichnis der unbeweglichen Bau- und Kunstdenkmale und der zu prüfenden Objekte“ des Landesamts für Denkmalpflege Baden-Württemberg verzeichnet sind.
Diese Liste ist nicht rechtsverbindlich. Eine rechtsverbindliche Auskunft ist lediglich auf Anfrage bei der Unteren Denkmalschutzbehörde des Landkreises Rottweil erhältlich.

## Allgemein
- Bild: Zeigt ein ausgewähltes Bild aus Commons, „Weitere Bilder“ verweist auf die Bilder im Medienarchiv Wikimedia Commons.
- Bezeichnung: Nennt den Namen, die Bezeichnung oder die Art des Kulturdenkmals.
- Lage: Straßenname und Hausnummer oder Flurstücknummer des Kulturdenkmals, gegebenenfalls auch den Ortsteil. Die Grundsortierung der Liste erfolgt nach dieser Adresse. Der Link (Karte) führt zu verschiedenen Kartendiensten mit der Position des Kulturdenkmals. Fehlt dieser Link, wurden die Koordinaten noch nicht eingetragen. Sind diese bekannt, können sie über ein Tool mit einer Kartenansicht einfach nachgetragen werden. In dieser Kartenansicht sind Kulturdenkmale ohne Koordinaten mit einem roten bzw. orangen Marker dargestellt und können durch Verschieben auf die richtige Position in der Karte mit Koordinaten versehen werden. Kulturdenkmale ohne Bild sind an einem blauen bzw. roten Marker erkennbar.
- Datierung: Baubeginn, Fertigstellung, Datum der Erstnennung oder grobe zeitliche Einordnung entsprechend des Eintrags in der zuständigen Denkmaldatenbank (Landesamt für Denkmalpflege Baden-Württemberg).
- Beschreibung: Kurzcharakteristik des Kulturdenkmals.

## Stadtteile
Die Stadtteile außerhalb der Kernstadt werden in eigenen Listen behandelt:
- Liste der Kulturdenkmale in Rottweil-Bühlingen
- Liste der Kulturdenkmale in Rottweil-Feckenhausen
- Liste der Kulturdenkmale in Rottweil-Göllsdorf
- Liste der Kulturdenkmale in Rottweil-Hausen
- Liste der Kulturdenkmale in Rottweil-Neufra
- Liste der Kulturdenkmale in Rottweil-Neukirch
- Liste der Kulturdenkmale in Rottweil-Zepfenhan

## Rottweil

### Gesamtanlage Stadtkern
| Bild           | Bezeichnung                                                 | Lage                                                         | Datierung                    | Beschreibung  | ID |
| -------------- | ----------------------------------------------------------- | ------------------------------------------------------------ | ---------------------------- | ------------- | -- |
| Weitere Bilder | Stadtbefestigung                                            | Rottweil                                                     | seit dem 13. Jh. nachweisbar |               |    |
|                | Wohnhaus                                                    | Rottweil, Badgasse 3 (Karte)                                 | 1706                         | [ 2 ]         | BW |
|                | Wohnhaus                                                    | Rottweil, Badgasse 5 (Karte)                                 | 1701                         | [ 3 ]         | BW |
|                | Bürgerhaus                                                  | Rottweil, Badgasse 6 (Karte)                                 | 17. Jh.                      |               | BW |
|                | Bürgerhaus                                                  | Rottweil, Badgasse 7 (Karte)                                 | 16./18. Jh.                  |               | BW |
|                | Wohnhaus                                                    | Rottweil, Badgasse 9 (Karte)                                 | 1536/37                      | [ 4 ]         | BW |
|                | Bürgerhaus                                                  | Rottweil, Badgasse 15 (Karte)                                | 16. Jh.                      |               | BW |
|                | Bürgerhaus                                                  | Rottweil, Badgasse 17 (Karte)                                | Im Kern 14. Jh.              |               | BW |
|                | Wohnhaus                                                    | Rottweil, Badgasse 19 (Karte)                                | 1372/73                      | [ 5 ]         | BW |
|                | Bürgerhaus                                                  | Rottweil, Badgasse 21 (Karte)                                | 18. Jh.                      |               | BW |
|                | Viadukt                                                     | Rottweil, Balinger Straße (Karte)                            | 1874–76                      |               |    |
|                | Bürgerhaus                                                  | Rottweil, Blumengasse 6 (Karte)                              | 1. Hälfte des 19. Jh.        |               | BW |
|                | Bürgerhaus                                                  | Rottweil, Blumengasse 8, Suppengasse 5 (Karte)               | Im Kern 16. Jh.              |               | BW |
|                | Wohnhaus                                                    | Rottweil, Blumengasse 9 (Karte)                              | um 1709                      |               | BW |
|                | Bürgerhaus                                                  | Rottweil, Bruderschaftsgasse 1 (Karte)                       | 18. Jh.                      |               |    |
|                | Bruderschaftshaus                                           | Rottweil, Bruderschaftsgasse 2 (Karte)                       | nach 1696                    | [ 6 ]         |    |
|                | Bürgerhaus                                                  | Rottweil, Bruderschaftsgasse 3 (Karte)                       | 1. Hälfte des 18. Jh.        |               | BW |
| Weitere Bilder | neues Rathaus                                               | Rottweil, Bruderschaftsgasse 4 (Karte)                       | 1976–80                      |               |    |
|                | Doppelwohnhaus                                              | Rottweil, Bruderschaftsgasse 5, 7 (Karte)                    | 1714                         |               |    |
|                | Bürgerhaus                                                  | Rottweil, Bruderschaftsgasse 8 (Karte)                       | 16. Jh.                      |               | BW |
|                | Bürgerhaus                                                  | Rottweil, Bruderschaftsgasse 9 (Karte)                       | nach 1696                    |               |    |
|                | Bürgerhaus                                                  | Rottweil, Bruderschaftsgasse 10 (Karte)                      | 16. Jh.                      |               | BW |
| Weitere Bilder | Neuer Bau der Heilig-Kreuz-Bruderschaft                     | Rottweil, Bruderschaftsgasse 11 (Karte)                      | um 1725                      |               |    |
|                | Bürgerhaus                                                  | Rottweil, Bruderschaftsgasse 13 (Karte)                      | Anfang 18. Jh.               |               |    |
|                | Bürgerhaus                                                  | Rottweil, Bruderschaftsgasse 15 (Karte)                      | 1717                         |               |    |
|                | ehem. Deutsche Schule                                       | Rottweil, Engelgasse 2 (Karte)                               | 1545–47                      | [ 7 ]         |    |
|                | Bürgerhaus                                                  | Rottweil, Engelgasse 5 (Karte)                               | 16. Jh.                      |               |    |
|                | Wohn- und Geschäftshaus                                     | Rottweil, Engelgasse 7 (Karte)                               | 1431/32                      | [ 8 ]         |    |
|                | Wohn- und Geschäftshaus                                     | Rottweil, Engelgasse 9 (Karte)                               | Im Kern 1431/32              | [ 9 ]         |    |
|                | Bürgerhaus                                                  | Rottweil, Engelgasse 11 (Karte)                              | 15. Jh.                      |               |    |
|                | Städtisches Archiv                                          | Rottweil, Engelgasse 13 (Karte)                              | 16. Jh.                      | [ 10 ]        |    |
|                | Bürgerhaus                                                  | Rottweil, Flöttlinstorstraße 1 (Karte)                       | 18. Jh.                      |               |    |
|                | Bürgerhaus                                                  | Rottweil, Flöttlinstorstraße 2, 4 (Karte)                    | um 1700                      |               | BW |
|                | Bürgerhaus                                                  | Rottweil, Flöttlinstorstraße 5 (Karte)                       | um 1800                      |               | BW |
| Weitere Bilder | Bürgerhaus                                                  | Rottweil, Flöttlinstorstraße 6 (Karte)                       | um 1700                      |               |    |
|                | Bürgerhaus                                                  | Rottweil, Flöttlinstorstraße 7 (Karte)                       | um 1800                      |               | BW |
| Weitere Bilder | Gasthof und Brauerei zur Alten Post                         | Rottweil, Flöttlinstorstraße 8, Waldtorstraße 27, 29 (Karte) | 18./19. Jh.                  |               |    |
|                | Gasthaus Kanne                                              | Rottweil, Flöttlinstorstraße 10 (Karte)                      | um 1700                      |               |    |
|                | Bürgerhaus                                                  | Rottweil, Flöttlinstorstraße 12 (Karte)                      | um 1700                      |               |    |
|                | Torwärterhaus                                               | Rottweil, Flöttlinstorstraße 13 (Karte)                      | 18. Jh.                      |               | BW |
| Weitere Bilder | Gasthaus Goldener Apfel                                     | Rottweil, Flöttlinstorstraße 14 (Karte)                      | um 1696                      |               |    |
| Weitere Bilder | Bürgerhaus                                                  | Rottweil, Flöttlinstorstraße 18 (Karte)                      | 1697                         |               |    |
| Weitere Bilder | Stockknechtshaus                                            | Rottweil, Flöttlinstorstraße 22 (Karte)                      | 18. Jh.                      |               |    |
|                | Wohnhaus                                                    | Rottweil, Friedrichsplatz 1 (Karte)                          | 1447/48                      | [ 11 ]        | BW |
|                | Bürgersaal                                                  | Rottweil, Friedrichsplatz 2 (Karte)                          | 1858                         |               |    |
|                | Wohnhaus                                                    | Rottweil, Friedrichsplatz 3 (Karte)                          | Ende 15. Jh.                 | [ 12 ]        | BW |
|                | Gasthaus Goldener Ochsen                                    | Rottweil, Friedrichsplatz 4 (Karte)                          | 18. Jh. oder früher          |               |    |
|                | Haus am Rindermarkt (Zimmersches Haus)                      | Rottweil, Friedrichsplatz 9 (Karte)                          | 1495                         | [ 13 ]        |    |
|                | Herrentrinkstube am Rindermarkt und Wirtschaft „zum Mohren“ | Rottweil, Friedrichsplatz 11, 13 (Karte)                     | 1321                         | [ 14 ] [ 15 ] |    |
|                | Blumsches Haus                                              | Rottweil, Friedrichsplatz 15 (Karte)                         | um 1350                      | [ 16 ]        | BW |
|                | Klosterhof von St. Blasien                                  | Rottweil, Friedrichsplatz 16 (Karte)                         | Im Kern frühes 14. Jh.       | [ 17 ]        |    |
|                | Christophorus-Brunnen                                       | Rottweil, bei Friedrichsplatz 16 (Karte)                     | 1540 (Brunnenfigur)          |               |    |
|                | Bißwurmsches Haus                                           | Rottweil, Friedrichsplatz 17 (Karte)                         | Im Kern 1347/48              | [ 18 ]        | BW |
|                | Bürgerhaus                                                  | Rottweil, Friedrichsplatz 19 (Karte)                         | Im Kern Ende 14. Jh.         |               | BW |
|                | Bürgerhaus                                                  | Rottweil, Glükhergasse 1 (Karte)                             | 17. Jh.                      |               | BW |
|                | Armledersches Haus                                          | Rottweil, Glükhergasse 2 (Karte)                             | 17. Jh.                      |               | BW |
|                | Bürgerhaus                                                  | Rottweil, Glükhergasse 3 (Karte)                             | Um 1700                      |               | BW |
|                | Bürgerhaus                                                  | Rottweil, Glükhergasse 4 (Karte)                             | Um 1700                      |               | BW |
|                | Bürgerhaus                                                  | Rottweil, Glükhergasse 6 (Karte)                             | Ende 17. Jh.                 |               | BW |
|                | Bürgerhaus                                                  | Rottweil, Glükhergasse 10, 12 (Karte)                        | 18. Jh.                      |               | BW |
|                | Bürgerhaus                                                  | Rottweil, Glükhergasse 11 (Karte)                            | Wohl 18. Jh.                 |               | BW |
|                | Wohnhaus                                                    | Rottweil, Glükhergasse 14 (Karte)                            | Im Kern 1346/47              | [ 19 ]        | BW |
|                | Bürgerhaus                                                  | Rottweil, Glükhergasse 15 (Karte)                            | 16. Jh.                      |               |    |
|                | Wohnhaus                                                    | Rottweil, Glükhergasse 16 (Karte)                            | Im Kern 1598–91              | [ 20 ]        | BW |
|                | Bürgerhaus                                                  | Rottweil, Glükhergasse 17 (Karte)                            | 18. Jh.                      |               |    |
|                | Brauerei des Gasthofs Rebstock                              | Rottweil, Glükhergasse 19 (Karte)                            | 19. Jh.                      |               |    |
|                | Gerber- und Färberhaus                                      | Rottweil, Glükhergasse 20 (Karte)                            | 1780                         |               |    |
| Weitere Bilder | Marktbrunnen                                                | Rottweil, Hauptstraße, Hochbrücktorstraße (Karte)            | Um 1540                      |               |    |
|                | Schulhaus                                                   | Rottweil, Hauptstraße 1 (Karte)                              | 1343/44                      | [ 21 ] [ 10 ] | BW |
| Weitere Bilder | Schwarzes Tor                                               | Rottweil, Hauptstraße 2 (Karte)                              | Im Kern um 1240              | [ 22 ]        |    |
| Weitere Bilder | Haus „Hübscher Winkel“                                      | Rottweil, Hauptstraße 4 (Karte)                              | 1702                         |               |    |
|                | Bürgerhaus                                                  | Rottweil, Hauptstraße 5 (Karte)                              | 18. Jh                       |               | BW |
|                | Wohn- und Geschäftshaus                                     | Rottweil, Hauptstraße 7 (Karte)                              | 18. Jh.                      | [ 23 ]        |    |
|                | Wohnhaus                                                    | Rottweil, Hauptstraße 8 (Karte)                              | Um 1830                      |               |    |
| Weitere Bilder | Wohnhaus                                                    | Rottweil, Hauptstraße 9 (Karte)                              | 15. Jh.                      |               |    |
| Weitere Bilder | Doppel-Wohnhaus                                             | Rottweil, Hauptstraße 10, 12 (Karte)                         | Um 1830                      |               |    |
|                | Wohn- und Geschäftshaus                                     | Rottweil, Hauptstraße 11 (Karte)                             | 16. Jh.                      | [ 24 ]        |    |
|                | Bürgerhaus                                                  | Rottweil, Hauptstraße 13 (Karte)                             | Im Kern 16. Jh.              |               | BW |
|                | Bürgerhaus                                                  | Rottweil, Hauptstraße 15 (Karte)                             | Wohl 16. Jh.                 |               |    |
|                | Wohnhaus                                                    | Rottweil, Hauptstraße 16 (Karte)                             | Um 1830                      |               | BW |
|                | Pfeffersches Haus                                           | Rottweil, Hauptstraße 17 (Karte)                             | 1346/47                      | [ 25 ]        |    |
| Weitere Bilder | Gasthaus zur Blume                                          | Rottweil, Hauptstraße 18 (Karte)                             | 16. Jh.                      | [ 26 ]        |    |
| Weitere Bilder | Bürgerhaus                                                  | Rottweil, Hauptstraße 19 (Karte)                             | 1698/99                      |               |    |
| Weitere Bilder | Herdersches Haus                                            | Rottweil, Hauptstraße 20 (Karte)                             | 1708/09                      | [ 27 ]        |    |
| Weitere Bilder | Masersches Haus                                             | Rottweil, Hauptstraße 21 (Karte)                             | 1525                         | [ 28 ]        |    |
| Weitere Bilder | Stadtkanzlei und Hofgerichtskanzlei                         | Rottweil, Hauptstraße 22 (Karte)                             | 1547                         |               |    |
| Weitere Bilder | Altes Rathaus                                               | Rottweil, Hauptstraße 23 (Karte)                             | 1551–53                      | [ 29 ]        |    |
| Weitere Bilder | Wohn- und Geschäftshaus                                     | Rottweil, Hauptstraße 24 (Karte)                             | 1907                         |               |    |
|                | Ehem. Hauptpost                                             | Rottweil, Hauptstraße 26, 28 (Karte)                         | 1845                         | [ 30 ]        |    |
| Weitere Bilder | Kirsnersches Haus                                           | Rottweil, Hauptstraße 27 (Karte)                             | 1416                         |               |    |
| Weitere Bilder | Bürgerhaus                                                  | Rottweil, Hauptstraße 29 (Karte)                             | 18. Jh.                      |               |    |
|                | Obere Apotheke                                              | Rottweil, Hauptstraße 30 (Karte)                             | 18./19. Jh.                  |               |    |
|                | Bürgerhaus                                                  | Rottweil, Hauptstraße 31 (Karte)                             | Im Kern wohl 16. Jh.         |               |    |
| Weitere Bilder | Kaufmannshaus                                               | Rottweil, Hauptstraße 32 (Karte)                             | Wohl 16. Jh.                 |               |    |
|                | Wohn- und Geschäftshaus                                     | Rottweil, Hauptstraße 34 (Karte)                             | 2. Dekade des 19. Jh.        |               |    |
|                | Gasthaus zum Goldenen Rad                                   | Rottweil, Hauptstraße 38 (Karte)                             | Um 1700                      |               | BW |
|                | Bürgerhaus                                                  | Rottweil, Hauptstraße 40 (Karte)                             | 16. Jh.                      |               | BW |
| Weitere Bilder | Kameleck                                                    | Rottweil, Hauptstraße 41 (Karte)                             | Im Kern 14. Jh.              | [ 31 ] [ 32 ] |    |
|                | Wohn- und Geschäftshaus                                     | Rottweil, Hauptstraße 42 (Karte)                             | 1403/1404                    | [ 33 ]        | BW |
|                | Ehem. Kaufhaus und Bürgersaal                               | Rottweil, Hauptstraße 43 (Karte)                             | 1802                         | [ 34 ]        | BW |
|                | Wohn- und Geschäftshaus                                     | Rottweil, Hauptstraße 44 (Karte)                             | 19. Jh.                      |               | BW |
|                | Gasthof zum Lamm                                            | Rottweil, Hauptstraße 45 (Karte)                             | Um 1802                      |               | BW |
|                | Bürgerhaus                                                  | Rottweil, Hauptstraße 46 (Karte)                             | 15./16. Jh.                  |               | BW |
|                | Wohn- und Geschäftshaus                                     | Rottweil, Hauptstraße 47 (Karte)                             | Um 1840                      |               | BW |
|                | Bürgerhaus                                                  | Rottweil, Hauptstraße 48 (Karte)                             | Frühes 16. Jh.               |               | BW |
|                | Wohnhaus                                                    | Rottweil, Hauptstraße 50 (Karte)                             | Um 1870                      |               | BW |
|                | Wohnhaus                                                    | Rottweil, Hauptstraße 52 (Karte)                             | 1947                         |               | BW |
|                | Gasthof Roter Ochsen                                        | Rottweil, Hauptstraße 53 (Karte)                             | 1850                         |               | BW |
|                | Wohnhaus                                                    | Rottweil, Hauptstraße 55 (Karte)                             | Wohl 1840                    |               | BW |
|                | Spital zum Heiligen Geist                                   | Rottweil, Hauptstraße 56 (Karte)                             | 1577                         |               |    |
|                | Gasthaus zum Pflug                                          | Rottweil, Hauptstraße 57 (Karte)                             | Wohl 1840                    |               | BW |
|                | Herrenkramersches Haus                                      | Rottweil, Hauptstraße 58 (Karte)                             | Wohl 16. Jh.                 |               |    |
| Weitere Bilder | Spitalscheuer                                               | Rottweil, Hauptstraße 59 (Karte)                             | 1762                         |               |    |
|                | Gasthaus zum Sternen                                        | Rottweil, Hauptstraße 60 (Karte)                             | Um 1346/47                   | [ 35 ]        |    |
|                | Wohn- und Geschäftshaus                                     | Rottweil, Hauptstraße 61 (Karte)                             | 1762/63                      | [ 36 ]        |    |
|                | Wohn- und Geschäftshaus                                     | Rottweil, Hauptstraße 62 (Karte)                             | 1288                         | [ 37 ]        |    |
|                | Bürgerhaus                                                  | Rottweil, Hauptstraße 63 (Karte)                             | 1762                         |               |    |
|                | Bürgerhaus                                                  | Rottweil, Hauptstraße 64 (Karte)                             | Um 1352/53                   |               | BW |
| Weitere Bilder | Gasthaus zum Löwen                                          | Rottweil, Hauptstraße 66 (Karte)                             | 1746                         |               |    |
|                | Zunft- und Schlachthaus der Metzgerzunft                    | Rottweil, Hauptstraße 67, Metzgergasse 16 (Karte)            | 1762                         |               |    |
|                | Gasthof zum Hasen                                           | Rottweil, Hauptstraße 69 (Karte)                             | 1. Hälfte des 19. Jh.        |               |    |
|                | Wirtschaft zur Linde                                        | Rottweil, Hauptstraße 77 (Karte)                             | 1705                         |               |    |
| Weitere Bilder | Oberamtsgerichtsgefängnis                                   | Rottweil, Hintere Höllgasse 1 (Karte)                        | 1859–61                      |               |    |
|                | Johannes-Nepomuk-Statue                                     | Rottweil, Hochbrücktorstraße                                 |                              |               |    |
| Weitere Bilder | Wohnhaus                                                    | Rottweil, Hochbrücktorstraße 1 (Karte)                       |                              |               |    |
| Weitere Bilder | Bürgerhaus                                                  | Rottweil, Hochbrücktorstraße 3 (Karte)                       |                              |               |    |
|                | Wohn- und Geschäftshaus                                     | Rottweil, Hochbrücktorstraße 4 (Karte)                       |                              | [ 38 ]        | BW |
| Weitere Bilder | Wohn- und Geschäftshaus                                     | Rottweil, Hochbrücktorstraße 6 (Karte)                       |                              |               |    |
| Weitere Bilder | Wohn- und Geschäftshaus                                     | Rottweil, Hochbrücktorstraße 7 (Karte)                       |                              | [ 39 ]        |    |
| Weitere Bilder | Gasthaus zum Hecht                                          | Rottweil, Hochbrücktorstraße 8 (Karte)                       |                              |               |    |
| Weitere Bilder | Wohn- und Geschäftshaus                                     | Rottweil, Hochbrücktorstraße 9 (Karte)                       |                              | [ 40 ]        |    |
| Weitere Bilder | Gasthaus Pfauen                                             | Rottweil, Hochbrücktorstraße 10 (Karte)                      |                              |               |    |
| Weitere Bilder | Gasthaus Falken                                             | Rottweil, Hochbrücktorstraße 11 (Karte)                      |                              |               |    |
| Weitere Bilder | Bürgerhaus                                                  | Rottweil, Hochbrücktorstraße 12 (Karte)                      |                              |               |    |
| Weitere Bilder | Wohnhaus                                                    | Rottweil, Hochbrücktorstraße 13 (Karte)                      |                              | [ 41 ]        |    |
| Weitere Bilder | Wohn- und Geschäftshaus                                     | Rottweil, Hochbrücktorstraße 14 (Karte)                      |                              | [ 42 ]        |    |
| Weitere Bilder | Bürgerhaus                                                  | Rottweil, Hochbrücktorstraße 15 (Karte)                      |                              |               |    |
| Weitere Bilder | Wohn- und Geschäftshaus                                     | Rottweil, Hochbrücktorstraße 16 (Karte)                      |                              | [ 43 ] [ 44 ] |    |
| Weitere Bilder | Gasthaus „Zum Goldenen Becher“                              | Rottweil, Hochbrücktorstraße 17 (Karte)                      |                              | [ 45 ]        |    |
|                | Wohnhaus                                                    | Rottweil, Hochbrücktorstraße 18 (Karte)                      |                              |               | BW |
|                | Wohn- und Geschäftshaus                                     | Rottweil, Hochbrücktorstraße 19 (Karte)                      |                              | [ 46 ]        |    |
|                | Gasthof zum Goldenen Löwen                                  | Rottweil, Hochbrücktorstraße 20 (Karte)                      |                              |               | BW |
|                | Bürgerhaus                                                  | Rottweil, Hochbrücktorstraße 21 (Karte)                      |                              |               |    |
|                | Gasthaus zu den drei Rosen                                  | Rottweil, Hochbrücktorstraße 22 (Karte)                      |                              |               | BW |
|                | Gasthof Untere Sonne                                        | Rottweil, Hochbrücktorstraße 23 (Karte)                      |                              |               | BW |
|                | Wohn- und Geschäftshaus                                     | Rottweil, Hochbrücktorstraße 24 (Karte)                      |                              |               | BW |
|                | Wohn- und Geschäftshaus                                     | Rottweil, Hochbrücktorstraße 25 (Karte)                      |                              | [ 47 ]        | BW |
|                | Bürgerhaus                                                  | Rottweil, Hochbrücktorstraße 26 (Karte)                      |                              |               | BW |
|                | Kreiszeughaus                                               | Rottweil, Hochbrücktorstraße 28 (Karte)                      |                              |               | BW |
|                | Wohn- und Geschäftshaus                                     | Rottweil, Hochbrücktorstraße 30 (Karte)                      |                              | [ 48 ]        | BW |
| Weitere Bilder | Wohnhaus                                                    | Rottweil, Hochbrücktorstraße 32 (Karte)                      |                              | [ 49 ]        |    |
|                | Bürgerhaus                                                  | Rottweil, Hochmaiengasse 4 (Karte)                           |                              |               | BW |
|                | Bürgerhaus                                                  | Rottweil, Hochmaiengasse 5 (Karte)                           |                              |               | BW |
|                | Bürgerhaus                                                  | Rottweil, Hochmaiengasse 6 (Karte)                           |                              |               | BW |
|                | Bürgerhaus                                                  | Rottweil, Hochmaiengasse 7 (Karte)                           |                              |               |    |
|                | Bürgerhaus                                                  | Rottweil, Hochmaiengasse 10 (Karte)                          |                              |               | BW |
|                | Wohnhaus                                                    | Rottweil, Hochmaiengasse 11 (Karte)                          |                              | [ 50 ]        | BW |
| Weitere Bilder | Bürgerhaus                                                  | Rottweil, Hochmaiengasse 12 (Karte)                          |                              |               |    |
|                | Bürgerhaus                                                  | Rottweil, Hochmaiengasse 13 (Karte)                          |                              |               | BW |
|                | Bürgerhaus                                                  | Rottweil, Hochmaiengasse 14 (Karte)                          |                              |               | BW |
|                | Bürgerhaus                                                  | Rottweil, Hochmaiengasse 15 (Karte)                          |                              |               | BW |
| Weitere Bilder | Städtische Musikschule                                      | Rottweil, Hochmaiengasse 16 (Karte)                          |                              | [ 51 ]        |    |
|                | Wohnhaus                                                    | Rottweil, Hochmaiengasse 19 (Karte)                          |                              | [ 52 ]        | BW |
| Weitere Bilder | Ehem. Zehntscheuer                                          | Rottweil, Hochmaiengasse 20 (Karte)                          |                              | [ 53 ]        |    |
|                | Wohnhaus                                                    | Rottweil, Hochmaiengasse 21 (Karte)                          |                              | [ 54 ]        |    |
|                | Wohnhaus                                                    | Rottweil, Hochmaiengasse 23 (Karte)                          |                              | [ 55 ]        |    |
|                | Bürgerhaus                                                  | Rottweil, Hochmaiengasse 24 (Karte)                          |                              |               | BW |
|                | Känzele                                                     | Rottweil, Hochmaiengasse 24/1 (Karte)                        |                              |               |    |
| Weitere Bilder | Gasthaus zur Flasche                                        | Rottweil, Hochmaiengasse 25 (Karte)                          |                              |               |    |
|                | Wohnhaus mit Garten                                         | Rottweil, Hochmaiengasse 26 (Karte)                          |                              |               | BW |
| Weitere Bilder | Hochturm                                                    | Rottweil, Hochturm 1 (Karte)                                 |                              | [ 56 ]        |    |
|                | Hochbehälter                                                | Rottweil, Hochturm 1/1                                       |                              |               |    |
| Weitere Bilder | Judas-Thaddäus-Kapelle                                      | Rottweil, Hochturm 2 (Karte)                                 |                              |               |    |
|                | Ökonomieteil des Gasthaus zum Weißen Rössle                 | Rottweil, Hochturmgasse 1 (Karte)                            |                              |               |    |
|                | Schroffsches Haus                                           | Rottweil, Hochturmgasse 4 (Karte)                            |                              | [ 57 ]        |    |
|                | Bürgerhaus                                                  | Rottweil, Hochturmgasse 6 (Karte)                            |                              |               |    |
|                | Bürgerhaus                                                  | Rottweil, Hochturmgasse 7 (Karte)                            |                              |               |    |
|                | Bürgerhaus                                                  | Rottweil, Hochturmgasse 8 (Karte)                            |                              |               |    |
|                | Bürgerhaus                                                  | Rottweil, Hochturmgasse 9 (Karte)                            |                              |               | BW |
|                | Bürgerhaus                                                  | Rottweil, Hochturmgasse 10 (Karte)                           |                              |               |    |
|                | Bürgerhaus                                                  | Rottweil, Hochturmgasse 11 (Karte)                           |                              |               |    |
|                | Wohnhaus                                                    | Rottweil, Hochturmgasse 12 (Karte)                           |                              | [ 58 ]        |    |
|                | Wohnhaus                                                    | Rottweil, Hochturmgasse 13 (Karte)                           |                              | [ 59 ]        |    |
|                | Bürgerhaus                                                  | Rottweil, Höllgasse 9 (Karte)                                |                              |               | BW |
|                | Bürgerhaus                                                  | Rottweil, Höllgasse 10 (Karte)                               |                              |               | BW |
|                | Bürgerhaus                                                  | Rottweil, Höllgasse 13 (Karte)                               |                              |               | BW |
|                | Ökonomiegebäude des Gasthauses Bären                        | Rottweil, Hohlengrabengasse 9 (Karte)                        |                              |               | BW |
|                | Wohn- und Wirtschaftsgebäude                                | Rottweil, Hohlengrabengasse 11 (Karte)                       |                              |               |    |
|                | Bürgerhaus                                                  | Rottweil, Hohlengrabengasse 22, Sprengergasse 2 (Karte)      |                              | [ 60 ]        |    |
|                | Bürgerhaus                                                  | Rottweil, Hohlengrabengasse 24 (Karte)                       |                              | [ 61 ]        |    |
| Weitere Bilder | Bischöfliches Konvikt                                       | Rottweil, Johannsergasse 1 (Karte)                           |                              |               |    |
|                | Ackerbürgerhaus                                             | Rottweil, Johannsergasse 8 (Karte)                           |                              |               | BW |
|                | Untergymnasium                                              | Rottweil, Kameralamtsgasse 1 (Karte)                         |                              | [ 10 ]        | BW |
|                | Bürgerhaus                                                  | Rottweil, Kameralamtsgasse 4 (Karte)                         |                              |               | BW |
| Weitere Bilder | Ehemalige Synagoge                                          | Rottweil, Kameralamtsgasse 6 (Karte)                         |                              |               |    |
| Weitere Bilder | Ehem. Johanniterkomturei                                    | Rottweil, Kameralamtsgasse 8 (Karte)                         |                              | [ 62 ]        |    |
| Weitere Bilder | Kapellenkirche mit Kapellenturm                             | Rottweil, Kapellenhof 1 (Karte)                              |                              | [ 63 ]        |    |
|                | Wohn- und Geschäftshaus                                     | Rottweil, Kapellenhof 2 (Karte)                              |                              | [ 64 ]        | BW |
| Weitere Bilder | Altes Gymnasium                                             | Rottweil, Kapellenhof 6 (Karte)                              |                              | [ 65 ] [ 10 ] |    |
|                | Bürgerhaus                                                  | Rottweil, Kaufhausgasse 2 (Karte)                            |                              |               | BW |
|                | Zehntscheune                                                | Rottweil, Kaufhausgasse 4 (Karte)                            |                              |               | BW |
|                | Bürgerhaus                                                  | Rottweil, Kaufhausgasse 6 (Karte)                            |                              |               | BW |
|                | Bürgerhaus                                                  | Rottweil, Kaufhausgasse 7 (Karte)                            |                              |               | BW |
|                | Bürgerhaus                                                  | Rottweil, Kaufhausgasse 8 (Karte)                            |                              | [ 66 ]        | BW |
|                | Bürgerhaus                                                  | Rottweil, Kaufhausgasse 9 (Karte)                            |                              |               | BW |
|                | Wohnhaus                                                    | Rottweil, Kaufhausgasse 10 (Karte)                           |                              | [ 67 ]        | BW |
|                | Wohnhaus                                                    | Rottweil, Kaufhausgasse 12 (Karte)                           |                              | [ 68 ]        |    |
|                | Wohnhaus                                                    | Rottweil, Kaufhausgasse 14 (Karte)                           |                              | [ 69 ]        |    |
| Weitere Bilder | Predigerkirche                                              | Rottweil, Kriegsdamm 2 (Karte)                               |                              | [ 70 ]        |    |
|                | Wohngebäude                                                 | Rottweil, Lorenzgasse 1 (Karte)                              |                              |               |    |
| Weitere Bilder | Bürgerhaus                                                  | Rottweil, Lorenzgasse 3 (Karte)                              |                              | [ 71 ]        |    |
| Weitere Bilder | Wohnhaus                                                    | Rottweil, Lorenzgasse 4 (Karte)                              |                              | [ 72 ]        |    |
|                | Ackerbürgerhaus                                             | Rottweil, Lorenzgasse 5 (Karte)                              |                              |               | BW |
|                | Ackerbürgerhaus                                             | Rottweil, Lorenzgasse 6 (Karte)                              |                              |               |    |
|                | Wohnhaus                                                    | Rottweil, Lorenzgasse 7 (Karte)                              |                              | [ 73 ]        |    |
|                | Wohnhaus                                                    | Rottweil, Lorenzgasse 8 (Karte)                              |                              | [ 74 ]        |    |
|                | Wohnhaus                                                    | Rottweil, Lorenzgasse 9 (Karte)                              |                              | [ 75 ]        | BW |
|                | Wohnhaus                                                    | Rottweil, Lorenzgasse 11 (Karte)                             |                              | [ 76 ]        | BW |
|                | Wohnhaus                                                    | Rottweil, Lorenzgasse 13 (Karte)                             |                              | [ 77 ]        |    |
| Weitere Bilder | Wohnhaus                                                    | Rottweil, Lorenzgasse 15 (Karte)                             |                              | [ 78 ]        |    |
| Weitere Bilder | Lorenzkapelle                                               | Rottweil, Lorenzgasse 17 (Karte)                             |                              | [ 79 ]        |    |
| Weitere Bilder | Pulverturm                                                  | Rottweil, Lorenzgasse 17/1 (Karte)                           |                              | [ 80 ]        |    |
| Weitere Bilder | Wohnhaus                                                    | Rottweil, Lorenzgasse 21 (Karte)                             |                              | [ 81 ]        |    |
|                | Schmiede                                                    | Rottweil, Lorenzgasse 23 (Karte)                             |                              |               | BW |
|                | Wohn- und Geschäftshaus                                     | Rottweil, Metzgergasse 1 (Karte)                             |                              |               | BW |
|                | Wohn- und Geschäftshaus                                     | Rottweil, Metzgergasse 2 (Karte)                             |                              |               | BW |
|                | Wohn- und Geschäftshaus                                     | Rottweil, Metzgergasse 3 (Karte)                             |                              |               | BW |
|                | Bürgerhaus                                                  | Rottweil, Metzgergasse 5 (Karte)                             |                              |               | BW |
|                | Wohnhaus                                                    | Rottweil, Metzgergasse 11 (Karte)                            |                              | [ 82 ]        | BW |
| Weitere Bilder | Heilig-Kreuz-Münster                                        | Rottweil, Münsterplatz 1 (Karte)                             |                              | [ 83 ]        |    |
|                | Wegkreuz                                                    | Rottweil, bei Neutorstraße 1 (Karte)                         |                              |               | BW |
| Weitere Bilder | Kapuziner                                                   | Rottweil, Neutorstraße 4-6 (Karte)                           |                              | [ 84 ]        |    |
|                | Wohn- und Geschäftshaus                                     | Rottweil, Neutorstraße 5 (Karte)                             |                              | [ 85 ]        |    |
|                | Wohnhaus                                                    | Rottweil, Neutorstraße 7 (Karte)                             |                              | [ 86 ]        |    |
|                | Wohnhaus                                                    | Rottweil, Neutorstraße 11 (Karte)                            |                              | [ 87 ]        |    |
|                | Bürgerhaus                                                  | Rottweil, Oberamteigasse 1 (Karte)                           |                              |               |    |
|                | Bürgerhaus                                                  | Rottweil, Oberamteigasse 2 (Karte)                           |                              |               | BW |
|                | Boltenhaus, Kaplanei                                        | Rottweil, Oberamteigasse 3 (Karte)                           |                              |               | BW |
|                | Bürgerhaus                                                  | Rottweil, Oberamteigasse 4 (Karte)                           |                              |               | BW |
|                | Hackersches Haus                                            | Rottweil, Oberamteigasse 5 (Karte)                           |                              |               | BW |
|                | Bürgerhaus                                                  | Rottweil, Oberamteigasse 6 (Karte)                           |                              |               | BW |
| Weitere Bilder | Wohn- und Geschäftshaus                                     | Rottweil, Oberamteigasse 7 (Karte)                           |                              |               |    |
| Weitere Bilder | ehem. Gasthaus zum Marder                                   | Rottweil, Oberamteigasse 9 (Karte)                           |                              |               |    |
|                | Oberes Solbad                                               | Rottweil, Oberamteigasse 10 (Karte)                          |                              |               | BW |
|                | Wohn- und Geschäftshaus                                     | Rottweil, Oberamteigasse 11 (Karte)                          |                              |               |    |
| Weitere Bilder | Dominikanerinnenkloster                                     | Rottweil, Oberamteigasse 13 (Karte)                          |                              | [ 88 ]        |    |
|                | Bürgerhaus                                                  | Rottweil, Präsenzgasse 1 (Karte)                             |                              |               | BW |
|                | Wohnhaus                                                    | Rottweil, Präsenzgasse 2 (Karte)                             |                              | [ 89 ]        | BW |
|                | Wohnhaus                                                    | Rottweil, Präsenzgasse 5 (Karte)                             |                              | [ 90 ]        | BW |
|                | Wohnhaus                                                    | Rottweil, Präsenzgasse 9 (Karte)                             |                              | [ 91 ]        | BW |
| Weitere Bilder | Kath. Stadtpfarrhaus                                        | Rottweil, Rathausgasse 8 (Karte)                             |                              |               |    |
|                | Wohnhaus                                                    | Rottweil, Schulgasse 2 (Karte)                               |                              | [ 92 ]        | BW |
|                | Wohnhaus                                                    | Rottweil, Sprengergasse 3, Suppengasse 25 (Karte)            |                              | [ 93 ]        |    |
|                | Bürgerhaus                                                  | Rottweil, Sprengergasse 4 (Karte)                            |                              |               | BW |
|                | Bürgerhaus                                                  | Rottweil, Sprengergasse 5 (Karte)                            |                              |               | BW |
|                | Wohnhaus                                                    | Rottweil, Sprengergasse 7 (Karte)                            |                              | [ 94 ]        |    |
|                | Wohn- und Geschäftshaus                                     | Rottweil, Sprengergasse 11 (Karte)                           |                              | [ 95 ]        |    |
|                | Wohnhaus                                                    | Rottweil, Sprengergasse 12 (Karte)                           |                              | [ 96 ]        |    |
|                | Wohnhaus                                                    | Rottweil, Suppengasse 2 (Karte)                              |                              | [ 97 ]        | BW |
|                | Bürgerhaus                                                  | Rottweil, Suppengasse 4 (Karte)                              |                              |               | BW |
|                | Wohnhaus                                                    | Rottweil, Suppengasse 6 (Karte)                              |                              | [ 98 ]        | BW |
|                | Wohnhaus                                                    | Rottweil, Suppengasse 8 (Karte)                              |                              |               | BW |
|                | Wohnhaus                                                    | Rottweil, Suppengasse 10 (Karte)                             |                              |               | BW |
|                | Bürgerhaus                                                  | Rottweil, Suppengasse 16 (Karte)                             |                              |               | BW |
|                | Wohnhaus                                                    | Rottweil, Suppengasse 19 (Karte)                             |                              | [ 99 ]        | BW |
|                | Ehem. Gasthaus Rebstock                                     | Rottweil, Suppengasse 20, 22 (Karte)                         |                              | [ 100 ]       | BW |
|                | Bürgerhaus                                                  | Rottweil, Suppengasse 21 (Karte)                             |                              |               | BW |
|                | Wohnhaus                                                    | Rottweil, Suppengasse 23 (Karte)                             |                              | [ 101 ]       | BW |
| Weitere Bilder | Café Lehre                                                  | Rottweil, Waldtorstraße 5 (Karte)                            |                              |               |    |
|                | Bürgerhaus                                                  | Rottweil, Waldtorstraße 7 (Karte)                            |                              |               |    |
|                | Bürgerhaus                                                  | Rottweil, Waldtorstraße 9 (Karte)                            |                              |               |    |
| Weitere Bilder | Wohn- und Geschäftshaus                                     | Rottweil, Waldtorstraße 12 (Karte)                           |                              | [ 102 ]       |    |
|                | Klosterhof der Benediktinerabtei Alpirsbach                 | Rottweil, Waldtorstraße 13 (Karte)                           |                              |               |    |
|                | Gasthaus Torstube                                           | Rottweil, Waldtorstraße 14 (Karte)                           |                              |               |    |
| Weitere Bilder | Gasthaus zum Paradies                                       | Rottweil, Waldtorstraße 15 (Karte)                           |                              |               |    |
|                | Wohnhaus                                                    | Rottweil, Waldtorstraße 17 (Karte)                           |                              | [ 103 ]       |    |
|                | Bürgerhaus                                                  | Rottweil, Waldtorstraße 19 (Karte)                           |                              |               |    |
|                | Bürgerhaus                                                  | Rottweil, Waldtorstraße 21 (Karte)                           |                              |               |    |
|                | Bürgerhaus                                                  | Rottweil, Waldtorstraße 23 (Karte)                           |                              |               |    |
| Weitere Bilder | Gasthaus zum Weißen Rössle                                  | Rottweil, Waldtorstraße 25 (Karte)                           |                              |               |    |

### Weitere Kulturdenkmale in Rottweil
| Bild           | Bezeichnung                                       | Lage                                                   | Datierung | Beschreibung | ID |
| -------------- | ------------------------------------------------- | ------------------------------------------------------ | --------- | ------------ | -- |
|                | Zollhäusle                                        | Rottweil, Altstädter Straße 12 (Karte)                 |           |              |    |
|                | Musikpavillon                                     | Rottweil, Am Stadtgraben 10 (Karte)                    |           |              |    |
|                | Wegkreuz                                          | Rottweil, An der Spitalshöhe                           |           |              |    |
|                | Lichtspielhaus                                    | Rottweil, Bahnhofstraße 2 (Karte)                      |           |              | BW |
|                | Villenanwesen                                     | Rottweil, Bahnhofstraße 3 (Karte)                      |           |              | BW |
|                | Wohnhaus                                          | Rottweil, Bahnhofstraße 7 (Karte)                      |           |              | BW |
|                | Wegkreuz                                          | Rottweil, Balinger Straße                              |           |              |    |
|                | Kellergebäude der Engelbrauerei                   | Rottweil, Balinger Straße 7 (Karte)                    |           |              |    |
|                | Wegkreuz                                          | Rottweil, bei Bollershofstraße 16 (Karte)              |           |              | BW |
|                | Meisterhaus II                                    | Rottweil, Brunnentälestraße 11, 13 (Karte)             |           |              | BW |
|                | Meisterhaus VI                                    | Rottweil, Brunnentälestraße 15, 17 (Karte)             |           |              | BW |
| Weitere Bilder | Neckarburgbrücke                                  | Rottweil, Bundesautobahn 81 (Karte)                    |           |              |    |
|                | Wegkreuz                                          | Rottweil, Darrenbaum                                   |           |              |    |
|                | Wegkreuz                                          | Rottweil, Dietinger Straße                             |           |              |    |
|                | Wegkreuz                                          | Rottweil, Eckhof                                       |           |              |    |
|                | Hofgut Eckhof mit Backhaus                        | Rottweil, Eckhof 3 (Karte)                             |           |              |    |
|                | Dienstwohn- und Verwaltungsgebäude                | Rottweil, Eisenbahnstraße 40 (Karte)                   |           |              | BW |
|                | Dienstwohngebäude X der Eisenbahnersiedlung       | Rottweil, Eisenbahnstraße 48 (Karte)                   |           |              | BW |
|                | Dienstwohngebäude IX der Eisenbahnersiedlung      | Rottweil, Eisenbahnstraße 50 (Karte)                   |           |              | BW |
|                | Dienstwohngebäude VIII der Eisenbahnersiedlung    | Rottweil, Eisenbahnstraße 52 (Karte)                   |           |              | BW |
|                | Dienstwohngebäude VII der Eisenbahnersiedlung     | Rottweil, Eisenbahnstraße 54 (Karte)                   |           |              | BW |
|                | Dienstwohngebäude VI der Eisenbahnersiedlung      | Rottweil, Eisenbahnstraße 56 (Karte)                   |           |              | BW |
|                | Schafstall                                        | Rottweil, bei Hardthaus 1 (Karte)                      |           |              | BW |
|                | Ottilienkapelle                                   | Rottweil, Hardthaus 2 (Karte)                          |           | [ 104 ]      |    |
|                | Villenanwesen                                     | Rottweil, Heerstraße 53 (Karte)                        |           |              |    |
|                | Villenanwesen                                     | Rottweil, Heerstraße 99 (Karte)                        |           |              | BW |
| Weitere Bilder | Scherers Kapelle                                  | Rottweil, Heerstraße 177 (Karte)                       |           |              |    |
|                | Wegkreuz                                          | Rottweil, Hochmut                                      |           |              |    |
|                | Wohnhaus                                          | Rottweil, Hölderstraße 21 (Karte)                      |           |              | BW |
|                | Wohnhaus                                          | Rottweil, Hölderstraße 23 (Karte)                      |           |              | BW |
| Weitere Bilder | Jüdischer Friedhof                                | Rottweil, Hoferstraße (Karte)                          |           |              |    |
|                | Wohnhaus der Johannsermühle                       | Rottweil, In der Au 6 (Karte)                          |           |              | BW |
|                | Altes Schützenhaus                                | Rottweil, In der Au 26 (Karte)                         |           |              |    |
| Weitere Bilder | Schindelbrücke                                    | Rottweil, bei In der Au 26 (Karte)                     |           |              |    |
|                | Kochlinsmühle                                     | Rottweil, In der Au 127 (Karte)                        |           |              |    |
|                | Drehersmühle                                      | Rottweil, In der Au 128 (Karte)                        |           |              |    |
|                | Doppelwohnhaus                                    | Rottweil, Johanniterstraße 18, Olgastraße 1 (Karte)    |           |              |    |
|                | Wohn- und Geschäftshaus                           | Rottweil, Johanniterstraße 19 (Karte)                  |           |              |    |
| Weitere Bilder | Johanniterschule                                  | Rottweil, Johanniterstraße 21 (Karte)                  |           | [ 10 ]       |    |
|                | Haus St. Antonius                                 | Rottweil, Johanniterstraße 35 (Karte)                  |           |              |    |
|                | Villa Burgsdorff                                  | Rottweil, Kaiserstraße 6 (Karte)                       |           |              |    |
|                | Verwaltungsgebäuder der Ortskrankenkasse          | Rottweil, Kaiserstraße 9 (Karte)                       |           |              |    |
|                | Lehrerwohnhaus                                    | Rottweil, Kaiserstraße 41 (Karte)                      |           |              | BW |
|                | Doppelwohnhaus                                    | Rottweil, Karlstraße 2, 4 (Karte)                      |           |              | BW |
|                | Doppelwohnhaus mit Laden                          | Rottweil, Karlstraße 6, Ruhe-Christi-Straße 14 (Karte) |           |              | BW |
|                | Werkstattgebäude                                  | Rottweil, Karlstraße 8 (Karte)                         |           |              | BW |
|                | Stätte des Pürschgerichts mit Pürschgerichtslinde | Rottweil, bei Karolingerweg 8 (Karte)                  |           |              | BW |
|                | Villa Duttenhofer                                 | Rottweil, Königstraße 1 (Karte)                        |           | [ 105 ]      |    |
|                | Villenanwesen                                     | Rottweil, Königstraße 8 (Karte)                        |           |              | BW |
|                | Wohnhaus                                          | Rottweil, Königstraße 9 (Karte)                        |           |              |    |
|                | Villenanwesen                                     | Rottweil, Königstraße 16 (Karte)                       |           |              |    |
| Weitere Bilder | Gerichtsstätte des Hofgerichts Rottweil           | Rottweil, bei Königstraße 16 (Karte)                   |           |              |    |
|                | Armsünderkapelle                                  | Rottweil, Königstraße 19/1 (Karte)                     |           |              |    |
| Weitere Bilder | Landgericht                                       | Rottweil, Königstraße 20 (Karte)                       |           | [ 106 ]      |    |
|                | Villenanwesen                                     | Rottweil, Königstraße 22 (Karte)                       |           |              |    |
|                | Beamten-Wohngebäude                               | Rottweil, Königstraße 29, 31 (Karte)                   |           |              |    |
| Weitere Bilder | Gasthaus zum Schützen                             | Rottweil, Königstraße 32, 34 (Karte)                   |           |              |    |
|                | Wohn- und Geschäftsgebäude                        | Rottweil, Königstraße 43 (Karte)                       |           |              | BW |
|                | Wohn- und Geschäftshaus                           | Rottweil, Königstraße 49 (Karte)                       |           |              |    |
|                | Wohn- und Geschäftshaus                           | Rottweil, Königstraße 51 (Karte)                       |           |              |    |
|                | Wohnhaus                                          | Rottweil, Königstraße 58 (Karte)                       |           |              | BW |
|                | Hauptfriedhof Ruhe Christi                        | Rottweil, Königstraße 59 (Karte)                       |           |              |    |
|                | Villa Estermann                                   | Rottweil, Königstraße 61 (Karte)                       |           |              | BW |
|                | Villa Bock                                        | Rottweil, Körnerstraße 29 (Karte)                      |           |              | BW |
|                | Bezirkskrankenhaus                                | Rottweil, Krankenhausstraße 14 (Karte)                 |           |              |    |
| Weitere Bilder | Kath. Pfarrkirche Auferstehung Christi            | Rottweil, Krummer Weg 39 (Karte)                       |           |              |    |
|                | Lourdesgrotte                                     | Rottweil, bei Krummer Weg 39                           |           |              |    |
|                | Wohnhaus                                          | Rottweil, Lorenz-Bock-Straße 6 (Karte)                 |           |              | BW |
|                | Stadtvorstandshaus                                | Rottweil, Lorenz-Bock-Straße 9 (Karte)                 |           |              | BW |
|                | Wohnhaus                                          | Rottweil, Marienstraße 6 (Karte)                       |           |              |    |
|                | Wohn- und Werkstattgebäude                        | Rottweil, Marienstraße 10 (Karte)                      |           |              |    |
|                | Wohnhaus                                          | Rottweil, Marienstraße 12 (Karte)                      |           |              |    |
|                | Kleinkinderschule                                 | Rottweil, Marxstraße 17 (Karte)                        |           | [ 10 ]       |    |
|                | Gartenpavillon (sog. Hexenhäusle)                 | Rottweil, bei Marxstraße 17 (Karte)                    |           | [ 107 ]      |    |
|                | Wegkreuz                                          | Rottweil, bei Marxstraße 17                            |           |              |    |
| Weitere Bilder | Hofgut Neckarburg                                 | Rottweil, Neckarburg 1 (Karte)                         |           |              |    |
| Weitere Bilder | Neckarburgkapelle St. Michael                     | Rottweil, Neckarburg 3 (Karte)                         |           |              |    |
|                | Gesellenkapelle                                   | Rottweil, Obere Ziegelhütte 3 (Karte)                  |           |              | BW |
|                | Wohnhaus                                          | Rottweil, Oberndorfer Straße 6 (Karte)                 |           |              | BW |
|                | Villenanwesen                                     | Rottweil, Oberndorfer Straße 38 (Karte)                |           |              | BW |
|                | Villenanwesen                                     | Rottweil, Oberndorfer Straße 40 (Karte)                |           |              | BW |
|                | Meisterhaus V                                     | Rottweil, Oberndorfer Straße 65, 67 (Karte)            |           |              | BW |
|                | Wegkreuz                                          | Rottweil, bei Oberndorfer Straße 67                    |           |              |    |
|                | Meisterhaus III                                   | Rottweil, Oberndorfer Straße 75, 77 (Karte)            |           |              | BW |
|                | Meisterhaus IV                                    | Rottweil, Oberndorfer Straße 81,83 (Karte)             |           |              | BW |
|                | Meisterhaus I                                     | Rottweil, Oberndorfer Straße 84, 86 (Karte)            |           |              | BW |
|                | Wohnhaus                                          | Rottweil, Olgastraße 3 (Karte)                         |           |              |    |
|                | Salinenkreuz                                      | Rottweil, Roter Graben                                 |           |              |    |
|                | Wohnhaus                                          | Rottweil, Ruhe-Christi-Straße 7/4 (Karte)              |           |              | BW |
|                | Wohnhaus                                          | Rottweil, Ruhe-Christi-Straße 9/1 (Karte)              |           |              | BW |
|                | Stadtpfarrhaus                                    | Rottweil, Ruhe-Christi-Straße 21 (Karte)               |           |              | BW |
|                | Bezirksbauamt                                     | Rottweil, Ruhe-Christi-Straße 29 (Karte)               |           |              | BW |
| Weitere Bilder | Kath. Pfarrkirche Ruhe-Christi                    | Rottweil, Ruhe-Christi-Straße 39 (Karte)               |           | [ 108 ]      |    |
|                | Wohnareal mit Skulpturenpark von Erich Hauser     | Rottweil, Saline 36 (Karte)                            |           |              |    |
|                | Wohnhaus                                          | Rottweil, Schillerstraße 13 (Karte)                    |           |              | BW |
|                | Nepomuk-Statue                                    | Rottweil, Schramberger Straße (Karte)                  |           |              |    |
|                | Villenanwesen                                     | Rottweil, Schramberger Straße 2 (Karte)                |           | [ 109 ]      | BW |
|                | Wohnhaus                                          | Rottweil, Schramberger Straße 10 (Karte)               |           |              | BW |
|                | Doppel-Wohnhaus                                   | Rottweil, Schramberger Straße 11, 13 (Karte)           |           |              | BW |
|                | Wohnhaus                                          | Rottweil, Schramberger Straße 14 (Karte)               |           |              | BW |
|                | Wohnhaus                                          | Rottweil, Schramberger Straße 22 (Karte)               |           |              | BW |
|                | Mietshaus                                         | Rottweil, Schramberger Straße 23 (Karte)               |           |              | BW |
|                | Doppelwohnhaus                                    | Rottweil, Schützenstraße 17, 19 (Karte)                |           |              | BW |
|                | Dreifaltigkeitskapelle                            | Rottweil, Schwarzwaldstraße 2 (Karte)                  |           |              | BW |
| Weitere Bilder | Ehem. Sondersiechenhaus mit Allerheiligenkapelle  | Rottweil, Stadionstraße 2, 4 (Karte)                   |           | [ 110 ]      |    |
| Weitere Bilder | Wohn- und Geschäftshaus                           | Rottweil, Stadtgrabenstraße 5 (Karte)                  |           |              |    |
| Weitere Bilder | Wohnhaus                                          | Rottweil, Stadtgrabenstraße 6 (Karte)                  |           |              |    |
|                | Wohnhaus                                          | Rottweil, Stadtgrabenstraße 9 (Karte)                  |           |              | BW |
|                | Landhaus Haisch                                   | Rottweil, Steig 26 (Karte)                             |           |              | BW |
|                | Ahnenhaus                                         | Rottweil, Tuttlinger Straße 23                         |           | abgegangen   |    |
|                | Wegkreuz                                          | Rottweil, bei Tuttlinger Straße 42                     | 1929      |              |    |
|                | Hasenwirts Käppele                                | Rottweil, Wasserloch 3 (Karte)                         | 1929      |              | BW |
|                | ehem. städtische Turnhalle                        | Rottweil, Wilhelmstraße 5 (Karte)                      |           |              |    |
|                | Wohnhaus                                          | Rottweil, Wilhelmstraße 6 (Karte)                      |           |              | BW |
|                | Primtalbrücke                                     | Rottweil, außerhalb der Stadt (Karte)                  |           | [ 112 ]      |    |
|                | Amtsmannskreuz                                    | Rottweil, außerhalb des Ortes (Karte)                  |           | [ 113 ]      | BW |

#### Altstadt
| Bild           | Bezeichnung                             | Lage                                           | Datierung | Beschreibung | ID |
| -------------- | --------------------------------------- | ---------------------------------------------- | --------- | ------------ | -- |
|                | St. Pelagiussteg                        | Rottweil, Armlederstraße (Karte)               |           |              | BW |
|                | Kellerhaus einer Brauerei               | Rottweil, Armlederstraße 4 (Karte)             |           |              | BW |
|                | Wohnhaus                                | Rottweil, Armlederstraße 5 (Karte)             |           | [ 114 ]      | BW |
|                | Quereinhaus mit Schmiede                | Rottweil, Armlederstraße 12,14 (Karte)         |           |              | BW |
|                | Quergeteiltes Einhaus                   | Rottweil, Armlederstraße 17 (Karte)            |           |              | BW |
|                | Laufbrunnen                             | Rottweil, bei Armlederstraße 17 (Karte)        |           |              | BW |
|                | Wegkreuz                                | Rottweil, Göllsdorfer Straße                   |           |              |    |
|                | Wohn- und Wirtschaftsgebäude            | Rottweil, Graben 15 (Karte)                    |           | [ 115 ]      | BW |
|                | Wohn- und Wirtschaftsgebäude            | Rottweil, Graben 16 (Karte)                    |           |              | BW |
|                | Weiherbrunnen                           | Rottweil, bei Graben 16 (Karte)                |           |              | BW |
|                | Wohn- und Wirtschaftsgebäude            | Rottweil, Graben 18 (Karte)                    |           |              |    |
|                | Hofgut Hochmauren                       | Rottweil, Hochmaurenstraße 27 (Karte)          |           | [ 116 ]      | BW |
|                | Quergeteiltes Einhaus                   | Rottweil, Pelagiusgasse 1 (Karte)              |           |              | BW |
|                | Pfarrhof und Pfarrscheuer               | Rottweil, Pelagiusgasse 2, 4 (Karte)           |           |              |    |
| Weitere Bilder | Kapellenbau, Wohnhaus, Stallscheuer     | Rottweil, Pelagiusgasse 3 (Karte)              |           | [ 117 ]      |    |
| Weitere Bilder | Katholische Pfarrkirche St. Pelagius    | Rottweil, Pelagiusgasse 5, 7 (Karte)           |           | [ 118 ]      |    |
|                | Lehrerwohnhaus                          | Rottweil, Pelagiusgasse 9 (Karte)              |           |              | BW |
|                | Neues Schulhaus                         | Rottweil, Römerstraße 17 (Karte)               |           | [ 10 ]       | BW |
|                | Pflugwirts-Käppele                      | Rottweil, Römerstraße 65 (Karte)               |           |              | BW |
|                | Liebermannsches Haus                    | Rottweil, Schwenninger Straße 2 (Karte)        |           |              | BW |
|                | Doppelgehöft                            | Rottweil, Schwenninger Straße 11, 11/1 (Karte) |           |              | BW |
|                | Quergeteiltes Einhaus                   | Rottweil, Schwenninger Straße 13 (Karte)       |           |              | BW |
|                | Antoniuskapelle                         | Rottweil, Schwenninger Straße 20 (Karte)       |           |              | BW |
|                | Wohn- und Geschäftshaus                 | Rottweil, Tuttlinger Straße 17, 19 (Karte)     |           | [ 119 ]      | BW |
|                | Wohnhaus                                | Rottweil, Tuttlinger Straße 18 (Karte)         |           | [ 120 ]      | BW |
| Weitere Bilder | Brauereigasthof zum Pflug mit Pflugsaal | Rottweil, Tuttlinger Straße 26 (Karte)         |           | [ 121 ]      |    |
|                | Wohnhaus                                | Rottweil, Tuttlinger Straße 33 (Karte)         |           | [ 122 ]      | BW |

#### Hochwald
| Bild | Bezeichnung        | Lage                              | Datierung | Beschreibung | ID |
| ---- | ------------------ | --------------------------------- | --------- | ------------ | -- |
|      | Wegkreuz           | Hochwald, bei Hochwald 1          |           |              |    |
|      | Margarethenkapelle | Hochwald, Hochwald 8 (Karte)      |           |              | BW |
|      | Wegkreuz           | Hochwald, bei Hochwald 10 (Karte) |           |              | BW |
|      | Wegkreuz           | Hochwald, bei Hochwald 15         |           |              |    |
|      | Wegkreuz           | Hochwald, bei Hochwald 23         |           |              |    |
|      | Wegkreuz           | Hochwald, bei Hochwald 23         |           |              |    |

#### Pulverfabrik Neckartal
| Bild           | Bezeichnung                                         | Lage                                     | Datierung | Beschreibung    | ID |
| -------------- | --------------------------------------------------- | ---------------------------------------- | --------- | --------------- | -- |
|                | Meisterhaus VI                                      | Rottweil, Neckartal 2, 3 (Karte)         |           |                 |    |
|                | Ökonomiegebäude mit Arbeiterkantine                 | Rottweil, Neckartal 4, 4/1 (Karte)       |           |                 |    |
|                | Pförtnerhaus der Ätherfabrik                        | Rottweil, Neckartal 21 (Karte)           |           |                 | BW |
|                | Neue Rückgewinnungsanlage der Ätherfabrik           | Rottweil, Neckartal 24 (Karte)           |           |                 |    |
|                | Alte Rückgewinnungsanlage der Ätherfabrik           | Rottweil, Neckartal 28 (Karte)           |           |                 | BW |
|                | Trafostation                                        | Rottweil, Neckartal 33 (Karte)           |           |                 | BW |
|                | Pförtnerhaus                                        | Rottweil, Neckartal 52 (Karte)           |           |                 | BW |
|                | Inspektorenwohnhaus                                 | Rottweil, Neckartal 67 (Karte)           |           |                 |    |
| Weitere Bilder | Kraftwerk                                           | Rottweil, Neckartal 68 (Karte)           |           | [ 123 ]         |    |
| Weitere Bilder | Beamten-Speisehaus                                  | Rottweil, Neckartal 92 (Karte)           |           |                 |    |
| Weitere Bilder | Jagdpatronenfabrik                                  | Rottweil, Neckartal 93-95 (Karte)        |           |                 |    |
| Weitere Bilder | Neckarbrücke mit Stauwehr                           | Rottweil, bei Neckartal 93 (Karte)       |           |                 |    |
| Weitere Bilder | Direktions- und Verwaltungsgebäude der Pulverfabrik | Rottweil, Neckartal 100 (Karte)          |           | [ 124 ] [ 125 ] |    |
| Weitere Bilder | Jagdpatronenmagazin                                 | Rottweil, Neckartal 101 (Karte)          |           |                 |    |
|                | Untere Neckarbrücke                                 | Rottweil, bei Neckartal 101 (Karte)      |           |                 |    |
|                | Kraftwagenhalle mit Ingenieurbüro                   | Rottweil, Neckartal 103 (Karte)          |           |                 |    |
|                | Kläranlage                                          | Rottweil, Neckartal 126 (Karte)          |           |                 | BW |
|                | Turbinenhaus des Unteren Schwarzpulverwerks         | Rottweil, Neckartal 127 (Karte)          |           |                 | BW |
| Weitere Bilder | Walzenwehr                                          | Rottweil, Neckartal 129 (Karte)          |           |                 |    |
|                | Brücke                                              | Rottweil, bei Neckartal 134 (Karte)      |           |                 | BW |
|                | Werkstättengebäude                                  | Rottweil, Neckartal 137 (Karte)          |           |                 | BW |
| Weitere Bilder | Mechanische Werkstatt                               | Rottweil, Neckartal 142                  |           | [ 126 ]         |    |
|                | Brücke                                              | Rottweil, bei Neckartal 142              |           |                 |    |
| Weitere Bilder | Ehem. Nitrieranlage                                 | Rottweil, Neckartal 147 (Karte)          |           | [ 127 ]         |    |
|                | Werkstättengebäude                                  | Rottweil, Neckartal 150 (Karte)          |           |                 | BW |
| Weitere Bilder | Holzkohlenanlage                                    | Rottweil, Neckartal 152 (Karte)          |           |                 |    |
| Weitere Bilder | Altes Jagdpatronenlaboratorium                      | Rottweil, Neckartal 153 (Karte)          |           |                 |    |
| Weitere Bilder | Maschinen- und Kesselhaus                           | Rottweil, Neckartal 154 (Karte)          |           |                 |    |
| Weitere Bilder | „Jakobskirche“                                      | Rottweil, Neckartal 159 (Karte)          |           | [ 128 ]         |    |
|                | Aborthäuschen der ehemaligen Pulverfabrik Rottweil  | Rottweil, Neckartal 160 (Karte)          |           |                 |    |
|                | Brücke                                              | Rottweil, bei Neckartal 160 (Karte)      |           |                 |    |
|                | Arbeiterkantinengebäude                             | Rottweil, Neckartal 161 (Karte)          |           |                 |    |
| Weitere Bilder | Badhaus                                             | Rottweil, Neckartal 167 (Karte)          |           | [ 129 ]         |    |
| Weitere Bilder | Alte Spulerei                                       | Rottweil, Neckartal 171 (Karte)          |           | [ 130 ]         |    |
| Weitere Bilder | Chemisches Laboratorium                             | Rottweil, Neckartal 172 (Karte)          |           | [ 131 ]         |    |
|                | Duttenhofer-Denkmal                                 | Rottweil, bei Neckartal 172 (Karte)      |           |                 |    |
| Weitere Bilder | Museumssaal                                         | Rottweil, Neckartal 177/1                |           |                 |    |
|                | Abnahmegebäude                                      | Rottweil, Neckartal 180 (Karte)          |           |                 |    |
|                | Gebäude der Dampf- und Warmwasserverteilung         | Rottweil, Neckartal 183 (Karte)          |           |                 | BW |
|                | Luftschutzstollen II                                | Rottweil, bei Neckartal 187              |           |                 |    |
| Weitere Bilder | Holländerbau                                        | Rottweil, Neckartal 202/1, 202/2 (Karte) |           |                 |    |
| Weitere Bilder | Ehem. Pumpenhaus                                    | Rottweil, Neckartal 207 (Karte)          |           | [ 132 ]         |    |
| Weitere Bilder | Betriebsbürogebäude mit Elektrowagenhalle           | Rottweil, Neckartal 274 (Karte)          |           |                 |    |

#### Rottenmünster
| Bild | Bezeichnung                         | Lage                                                 | Datierung | Beschreibung | ID |
| ---- | ----------------------------------- | ---------------------------------------------------- | --------- | ------------ | -- |
|      | Sommerhaus St. Elisabeth            | Rottweil, Margarita-Linder-Weg 2 (Karte)             |           |              | BW |
|      | Haus St. Vinzenz                    | Rottenmünster, Schwenninger Straße 55 (Karte)        |           |              |    |
|      | Ehem. Pfarrhof, St. Meinrad         | Rottenmünster, Schwenninger Straße 55/1 (Karte)      |           | [ 133 ]      | BW |
|      | St. Wendelin-Brunnen                | Rottenmünster, bei Schwenninger Straße 55/1          |           |              |    |
|      | Ehem. Klosterbrauerei, St. Wendelin | Rottenmünster, Schwenninger Straße 55/5 (Karte)      |           | [ 134 ]      | BW |
|      | Schaffnei, Haus. St. Josef          | Rottenmünster, Schwenninger Straße 55/6 (Karte)      |           |              |    |
|      | Amtshaus, Haus St. Dyonis           | Rottenmünster, Schwenninger Straße 55/7 (Karte)      |           |              |    |
|      | Brunnen                             | Rottenmünster, bei Schwenninger Straße 55/7          |           |              |    |
|      | Ehem. Klostermühle, St. Bernhard    | Rottenmünster, Schwenninger Straße 55/10 (Karte)     |           | [ 135 ]      |    |
|      | Klosterkirche St. Maria             | Rottenmünster, Schwenninger Straße 55/12 (Karte)     |           |              |    |
|      | Marienbrunnen                       | Rottenmünster, bei Schwenninger Straße 55/12         |           |              |    |
|      | Klostergebäude, Haus St. Maria      | Rottenmünster, Schwenninger Straße 55/14 (Karte)     |           |              | BW |
|      | Ventilbrunnen                       | Rottenmünster, bei Schwenninger Straße 55/14 (Karte) |           |              | BW |

#### Saline Wilhelmshall
| Bild | Bezeichnung                                         | Lage                                     | Datierung | Beschreibung | ID |
| ---- | --------------------------------------------------- | ---------------------------------------- | --------- | ------------ | -- |
|      | Oberes Bohrhaus                                     | Rottweil, Neufraer Straße 29, 31 (Karte) |           |              | BW |
|      | Brunnen                                             | Rottweil, bei Saline 29 (Karte)          |           |              | BW |
|      | Torfhaus Nr. 1                                      | Rottweil, bei Saline 36 (Karte)          |           |              | BW |
|      | Großes Bohrhaus                                     | Rottweil, Unteres Bohrhaus 1 (Karte)     |           |              |    |
|      | Nördliches Bohrhaus                                 | Rottweil, Unteres Bohrhaus 1 (Karte)     |           |              |    |
|      | Rundbehälter                                        | Rottweil, Unteres Bohrhaus 1 (Karte)     |           | [ 136 ]      |    |
|      | Solebehälter-Gebäude                                | Rottweil, Wilhelmshall 3 (Karte)         |           |              |    |
|      | Zwei Feuerlöschteiche                               | Rottweil, bei Wilhelmshall 3             |           |              |    |
|      | Arbeiter-Doppelwohnhaus der Wohnanlage Wilhelmshall | Rottweil, Wilhelmshall 4, 6 (Karte)      |           |              | BW |
|      | Arbeiter-Doppelwohnhaus der Wohnanlage Wilhelmshall | Rottweil, Wilhelmshall 8, 10 (Karte)     |           |              | BW |
|      | Arbeiter-Doppelwohnhaus der Wohnanlage Wilhelmshall | Rottweil, Wilhelmshall 22, 24 (Karte)    |           |              | BW |
|      | Arbeiter-Doppelwohnhaus der Wohnanlage Wilhelmshall | Rottweil, Wilhelmshall 26, 28 (Karte)    |           |              | BW |

#### Eisenbahnlinie Obere Neckarbahn
| Bild           | Bezeichnung                             | Lage                                     | Datierung | Beschreibung | ID |
| -------------- | --------------------------------------- | ---------------------------------------- | --------- | ------------ | -- |
| Weitere Bilder | Bahnhof Rottweil                        | Rottweil, Bahnhof 1 (Karte)              |           |              |    |
|                | Güterschuppen des Bahnhofs              | Rottweil, Bahnhof 4 (Karte)              |           |              |    |
|                | Lokomotiv-Werkstätte und Wagenwerkstatt | Rottweil, Bahnhof 10 (Karte)             |           |              |    |
|                | Bahnwärterhaus                          | Rottweil, Bahnhof 27 (Karte)             |           |              | BW |
|                | Empfangsgebäude Rottweil-Altstadt       | Rottweil, Oswald-Klein-Straße 20 (Karte) |           |              | BW |
|                | Bahnwärterhaus                          | Rottweil, Primtalstraße 8 (Karte)        |           |              | BW |
|                | Hohenstein-Tunnel                       | Rottweil (Karte)                         |           |              | BW |
|                | Tierstein-Tunnel                        | Rottweil (Karte)                         |           |              | BW |
|                | Bernburg-Tunnel                         | Rottweil (Karte)                         |           |              |    |
|                | Au-Tunnel                               | Rottweil (Karte)                         |           |              |    |
|                | Neckarufermauer                         | Rottweil                                 |           |              |    |